# Verbascum sinaiticum
Verbascum sinaiticum är en flenörtsväxtart som beskrevs av George Bentham. Verbascum sinaiticum ingår i släktet kungsljus, och familjen flenörtsväxter. Inga underarter finns listade i Catalogue of Life.